# Hariysh Krishnakumar
Hariysh Krishnakumar (* 23. Oktober 2002 in Singapur) ist ein singapurischer Fußballspieler.

## Karriere
Hariysh Krishnakumar erlernte das Fußballspielen in der Schulmannschaft der Punggol Secondary School sowie in der Jugendmannschaft des Erstligisten Geylang International. Seinen ersten Vertrag unterschrieb er am 19. Januar 2021 bei Balestier Khalsa. Der Verein spielt in der ersten singapurischen Liga, der Singapore Premier League. Sein Erstligadebüt gab Hariysh Krishnakumar am 17. März 2021 im Heimspiel gegen die Tampines Rovers. Hier wurde er in der 75. Minute für Aarish Kumar eingewechselt. Die Rovers gewannen das Spiel mit 2:1. 2021 bestritt er neun Erstligaspiele. In der Saison 2022 kam er nicht zum Einsatz. Zu Beginn der Saison 2023 wechselte er zum Ligakonkurrenten Hougang United.